# Julien Rancoule
Pour les articles homonymes, voir Rancoule.
Julien Rancoule, né le 31 juillet 1993 à Carcassonne (Aude), est un homme politique français, membre du Rassemblement national et député depuis 2022.

## Biographie
Julien Rancoule rejoint le Front national en 2011, alors qu'il est lycéen à Jules-Fil à Carcassonne.
Agent de sécurité dans diverses sociétés de 2014 à 2020, il devient, en juillet 2020, conseiller municipal à Limoux.
Lors des élections législatives de 2022, il est élu député de la troisième circonscription de l'Aude le 19 juin 2022. Il siège au sein du Groupe Rassemblement national (RN) et est membre de la commission de la Défense nationale et des Forces armées de l'Assemblée nationale.
Il est réélu le 7 juillet 2024 lors des élections législatives anticipées. Il est membre de la commission des Lois de l'Assemblée nationale.
Il est également conseiller municipal de Limoux depuis 2020[réf. nécessaire].

## Controverses

### Manifestations
En octobre 2016, alors qu'il est le responsable local du Front national, il organise une manifestation anti-migrants dans la ville de Limoux, en opposition à l'installation d'un centre d'accueil de demandeurs d'asile (CADA). Plusieurs banderoles affichent des slogans xénophobes : « Clandestins dehors, Français d'abord [ou encore] Stop invasion ».

### Insultes sexistes
Le 26 janvier 2024, avec les deux autres députés RN de l'Aude, Christophe Barthès et Frédéric Falcon, il pose à Narbonne devant une pancarte sur laquelle est inscrit « Va faire la soupe salope », insulte misogyne adressée aux élues écologistes Sandrine Rousseau et Marine Tondelier. Cette première indique avoir effectué le 29 janvier « une demande de sanction auprès de la présidence de l’Assemblée nationale », après avoir déposé plainte envers ces propos sexistes,,.

### Collaboratrice visée par trois plaintes pour injures racistes
Pour la rentrée législative 2024, Julien Rancoule recrute Julie Gahinet, ancienne collaboratrice parlementaire de Julien Odoul, visée par trois plaintes pour injures racistes. Elle est accusée d’avoir tenu des propos racistes en juillet contre trois clients d’origine marocaine dans un bar près de l’Assemblée nationale. Le député assume ce choix auprès de Mediapart.

### Membre d'un groupe Facebook aux propos racistes et appelant au meurtre
L'Indépendant, citant un article du journal Les jours, révèle que Julien Rancoule appartiendrait depuis 2022 à un groupe Facebook aux propos racistes et appelant au meurtre. Il y aurait partagé sa page politique en janvier 2022, et ne s'y serait plus jamais connecté depuis.